# مدار ۹ درجه شمالی
مدار ۹ درجه شمالی، دایره‌ای از عرض جغرافیایی است که در ۹ درجهٔ شمالی خط استوا  قرار دارد.

## گذر از مناطق
از نصف‌النهار مبدأ شروع می‌شود و به سمت مشرق ۹ درجه شمالی از موارد زیر گذر می‌کند:
| مختصات‌ها                                           | کشور، قلمرو یا دریا  | توضیحات                                                                                   |
| -------------------------------------------------- | -------------------- | ----------------------------------------------------------------------------------------- |
| ۹°۰′ شمالی ۰°۰′ شرقی / ۹٫۰۰۰°شمالی ۰٫۰۰۰°شرقی      | غنا                  |                                                                                           |
| ۹°۰′ شمالی ۰°۲۸′ شرقی / ۹٫۰۰۰°شمالی ۰٫۴۶۷°شرقی     | توگو                 |                                                                                           |
| ۹°۰′ شمالی ۱°۳۸′ شرقی / ۹٫۰۰۰°شمالی ۱٫۶۳۳°شرقی     | بنین                 |                                                                                           |
| ۹°۰′ شمالی ۲°۴۷′ شرقی / ۹٫۰۰۰°شمالی ۲٫۷۸۳°شرقی     | نیجریه               | گذرکردن از جنوب آبوجا                                                                     |
| ۹°۰′ شمالی ۱۲°۵۱′ شرقی / ۹٫۰۰۰°شمالی ۱۲٫۸۵۰°شرقی   | کامرون               |                                                                                           |
| ۹°۰′ شمالی ۱۴°۳۴′ شرقی / ۹٫۰۰۰°شمالی ۱۴٫۵۶۷°شرقی   | چاد                  |                                                                                           |
| ۹°۰′ شمالی ۱۹°۳′ شرقی / ۹٫۰۰۰°شمالی ۱۹٫۰۵۰°شرقی    | جمهوری آفریقای مرکزی |                                                                                           |
| ۹°۰′ شمالی ۲۳°۲۸′ شرقی / ۹٫۰۰۰°شمالی ۲۳٫۴۶۷°شرقی   | سودان                | حدود 11km                                                                                 |
| ۹°۰′ شمالی ۲۳°۳۴′ شرقی / ۹٫۰۰۰°شمالی ۲۳٫۵۶۷°شرقی   | جمهوری آفریقای مرکزی | حدود 3km                                                                                  |
| ۹°۰′ شمالی ۲۳°۳۵′ شرقی / ۹٫۰۰۰°شمالی ۲۳٫۵۸۳°شرقی   | سودان                |                                                                                           |
| ۹°۰′ شمالی ۲۴°۳۳′ شرقی / ۹٫۰۰۰°شمالی ۲۴٫۵۵۰°شرقی   | سودان جنوبی          |                                                                                           |
| ۹°۰′ شمالی ۳۴°۸′ شرقی / ۹٫۰۰۰°شمالی ۳۴٫۱۳۳°شرقی    | اتیوپی               | Passing through آدیس آبابا                                                                |
| ۹°۰′ شمالی ۴۴°۰′ شرقی / ۹٫۰۰۰°شمالی ۴۴٫۰۰۰°شرقی    | سومالی               | Passing through سومالی‌لند                                                                 |
| ۹°۰′ شمالی ۵۰°۳۴′ شرقی / ۹٫۰۰۰°شمالی ۵۰٫۵۶۷°شرقی   | اقیانوس هند          | Passing through the دریای عرب                                                             |
| ۹°۰′ شمالی ۷۶°۳۱′ شرقی / ۹٫۰۰۰°شمالی ۷۶٫۵۱۷°شرقی   | هند                  | کرالا تامیل نادو                                                                          |
| ۹°۰′ شمالی ۷۸°۱۶′ شرقی / ۹٫۰۰۰°شمالی ۷۸٫۲۶۷°شرقی   | اقیانوس هند          | Gulf of Mannar                                                                            |
| ۹°۰′ شمالی ۷۹°۵۱′ شرقی / ۹٫۰۰۰°شمالی ۷۹٫۸۵۰°شرقی   | سری‌لانکا             | Mannar Island and mainland                                                                |
| ۹°۰′ شمالی ۸۰°۵۷′ شرقی / ۹٫۰۰۰°شمالی ۸۰٫۹۵۰°شرقی   | اقیانوس هند          | خلیج بنگال · گذرکردن از جنوب Car Nicobar island, هند · دریای آندامان                      |
| ۹°۰′ شمالی ۹۸°۱۵′ شرقی / ۹٫۰۰۰°شمالی ۹۸٫۲۵۰°شرقی   | تایلند               | جزیرهٔ Ko Kho Khao and the mainland                                                        |
| ۹°۰′ شمالی ۹۹°۵۶′ شرقی / ۹٫۰۰۰°شمالی ۹۹٫۹۳۳°شرقی   | خلیج تایلند          |                                                                                           |
| ۹°۰′ شمالی ۱۰۴°۴۸′ شرقی / ۹٫۰۰۰°شمالی ۱۰۴٫۸۰۰°شرقی | ویتنام               |                                                                                           |
| ۹°۰′ شمالی ۱۰۵°۲۵′ شرقی / ۹٫۰۰۰°شمالی ۱۰۵٫۴۱۷°شرقی | دریای جنوبی چین      | Passing through the disputed جزایر اسپراتلی                                               |
| ۹°۰′ شمالی ۱۱۷°۳۷′ شرقی / ۹٫۰۰۰°شمالی ۱۱۷٫۶۱۷°شرقی | فیلیپین              | جزیرهٔ Palawan                                                                             |
| ۹°۰′ شمالی ۱۱۸°۴′ شرقی / ۹٫۰۰۰°شمالی ۱۱۸٫۰۶۷°شرقی  | دریای سولو           |                                                                                           |
| ۹°۰′ شمالی ۱۲۳°۰′ شرقی / ۹٫۰۰۰°شمالی ۱۲۳٫۰۰۰°شرقی  | دریای بوهول          |                                                                                           |
| ۹°۰′ شمالی ۱۲۴°۴۸′ شرقی / ۹٫۰۰۰°شمالی ۱۲۴٫۸۰۰°شرقی | فیلیپین              | جزیرهٔ میندانائو                                                                           |
| ۹°۰′ شمالی ۱۲۴°۵۳′ شرقی / ۹٫۰۰۰°شمالی ۱۲۴٫۸۸۳°شرقی | دریای بوهول          | Gingoog Bay                                                                               |
| ۹°۰′ شمالی ۱۲۵°۱۰′ شرقی / ۹٫۰۰۰°شمالی ۱۲۵٫۱۶۷°شرقی | فیلیپین              | جزیرهٔ میندانائو                                                                           |
| ۹°۰′ شمالی ۱۲۵°۱۶′ شرقی / ۹٫۰۰۰°شمالی ۱۲۵٫۲۶۷°شرقی | دریای بوهول          | Butuan Bay                                                                                |
| ۹°۰′ شمالی ۱۲۵°۲۹′ شرقی / ۹٫۰۰۰°شمالی ۱۲۵٫۴۸۳°شرقی | فیلیپین              | جزیرهٔ میندانائو                                                                           |
| ۹°۰′ شمالی ۱۲۶°۱۶′ شرقی / ۹٫۰۰۰°شمالی ۱۲۶٫۲۶۷°شرقی | اقیانوس آرام         | گذرکردن از شمال Namonuito Atoll, ایالات فدرال میکرونزی                                    |
| ۹°۰′ شمالی ۱۶۵°۳۸′ شرقی / ۹٫۰۰۰°شمالی ۱۶۵٫۶۳۳°شرقی | جزایر مارشال         | Passing through Ujae Atoll                                                                |
| ۹°۰′ شمالی ۱۶۵°۴۳′ شرقی / ۹٫۰۰۰°شمالی ۱۶۵٫۷۱۷°شرقی | اقیانوس آرام         | گذرکردن از شمال Lae Atoll, جزایر مارشال                                                   |
| ۹°۰′ شمالی ۱۶۷°۳۴′ شرقی / ۹٫۰۰۰°شمالی ۱۶۷٫۵۶۷°شرقی | جزایر مارشال         | Passing through کواجالین                                                                  |
| ۹°۰′ شمالی ۱۶۷°۴۴′ شرقی / ۹٫۰۰۰°شمالی ۱۶۷٫۷۳۳°شرقی | اقیانوس آرام         | گذرکردن از جنوب Erikub Atoll, جزایر مارشال · گذرکردن از شمال Maloelap Atoll, جزایر مارشال |
| ۹°۰′ شمالی ۸۳°۳۸′ غربی / ۹٫۰۰۰°شمالی ۸۳٫۶۳۳°غربی   | کاستاریکا            |                                                                                           |
| ۹°۰′ شمالی ۸۲°۴۶′ غربی / ۹٫۰۰۰°شمالی ۸۲٫۷۶۷°غربی   | پاناما               | Passing through Chiriquí Lagoon                                                           |
| ۹°۰′ شمالی ۸۱°۴۲′ غربی / ۹٫۰۰۰°شمالی ۸۱٫۷۰۰°غربی   | دریای کارائیب        |                                                                                           |
| ۹°۰′ شمالی ۸۰°۴۴′ غربی / ۹٫۰۰۰°شمالی ۸۰٫۷۳۳°غربی   | پاناما               | Passing through the outskirts of پاناماسیتی                                               |
| ۹°۰′ شمالی ۷۹°۲۹′ غربی / ۹٫۰۰۰°شمالی ۷۹٫۴۸۳°غربی   | اقیانوس آرام         | خلیج پاناما                                                                               |
| ۹°۰′ شمالی ۷۹°۷′ غربی / ۹٫۰۰۰°شمالی ۷۹٫۱۱۷°غربی    | پاناما               |                                                                                           |
| ۹°۰′ شمالی ۷۷°۴۵′ غربی / ۹٫۰۰۰°شمالی ۷۷٫۷۵۰°غربی   | دریای کارائیب        | Gulf of Darién                                                                            |
| ۹°۰′ شمالی ۷۶°۱۶′ غربی / ۹٫۰۰۰°شمالی ۷۶٫۲۶۷°غربی   | کلمبیا               |                                                                                           |
| ۹°۰′ شمالی ۷۲°۴۴′ غربی / ۹٫۰۰۰°شمالی ۷۲٫۷۳۳°غربی   | ونزوئلا              |                                                                                           |
| ۹°۰′ شمالی ۶۰°۴۹′ غربی / ۹٫۰۰۰°شمالی ۶۰٫۸۱۷°غربی   | اقیانوس اطلس         |                                                                                           |
| ۹°۰′ شمالی ۱۳°۱۷′ غربی / ۹٫۰۰۰°شمالی ۱۳٫۲۸۳°غربی   | سیرالئون             |                                                                                           |
| ۹°۰′ شمالی ۱۰°۳۶′ غربی / ۹٫۰۰۰°شمالی ۱۰٫۶۰۰°غربی   | گینه                 |                                                                                           |
| ۹°۰′ شمالی ۷°۵۵′ غربی / ۹٫۰۰۰°شمالی ۷٫۹۱۷°غربی     | ساحل عاج             |                                                                                           |
| ۹°۰′ شمالی ۲°۳۹′ غربی / ۹٫۰۰۰°شمالی ۲٫۶۵۰°غربی     | غنا                  |                                                                                           |